# رومارينيو (لاعب كرة قدم مواليد 1993)
رومارينهو دو سوزا فاريا (بالبرتغالية: Romário de Souza Faria Júnior‏) ، (8 نوفمبر 1993- ) لاعب برازيلي والده النجم المعروف روماريو يبلغ من العمر 15 عاما ويلعب في صفوف اتحاد جدة. بدأ 2008 أولى مسيرته الاحترافية في عالم كرة القدم ويتوقع له المراقبون ان يسير على خطى والده في الشهرة والتألق. ويتمنى روماريو ان يتالق ابنه في عالم اللعبة وأن يشارك مع منتخب البرازيل لكرة القدم في فعاليات كأس العالم 2014 المزمع اقامتها في البرازيل. ولكنه لا يعتقد أن بإمكانه أن يصل إلى عتبة الألف هدف كما فعل هو

## روابط خارجية
- رومارينهو على موقع رابطة كرة القدم اليابانية للمحترفين (اليابانية)
- رومارينهو على موقع قاعدة بيانات كرة القدم.إي يو (الإنجليزية)
- رومارينهو على موقع Soccerway.com (الإنجليزية)
- رومارينهو على موقع عالم كرة القدم.نت (الإنجليزية)